# Parafia św. Maksymiliana Kolbego w Płocku
Parafia pod wezwaniem św. Maksymiliana Kolbego w Płocku – rzymskokatolicka parafia należąca do dekanatu płockiego zachodniego, diecezji płockiej, metropolii warszawskiej.
Parafia powstała 18 października 1975 roku. Siedziba parafii mieści się przy ulicy Tadeusza Kościuszki 16. 
Parafia liczy obecnie 4282 członków. Proboszczem jest o. Marcin Kowalewski CMF. W sprawowaniu Eucharystii pomagają mu dwaj wikariusze: o. Krzysztof Kaniowski CMF i o. Michał Szumny CMF.

## Kontrowersje
W 2019 w okresie Wielkanocy, w miejscowym kościele parafialnym, wystawiony został kontrowersyjny Grób Pański, przy którym umieszczono pudełka z napisami grzechów głównych, gdzie przy takich sformułowaniach jak: nienawiść, kradzież czy zdrada pojawiły się określenia: LGBT oraz gender. Oburzyło to część osób, które uznały to za szerzenie nienawiści skierowanej przeciwko wybranym grupom społecznym. Podczas wizyty w świątyni, proboszcz zabrał jednemu aktywiście telefon, w wyniku czego zawiadomiono policję. Sprawa dotycząca zakłócenia spokoju kościoła została skierowana do sądu oraz zyskała rozgłos w ogólnopolskich środkach masowego przekazu, gdzie była szeroko komentowana.

## Kościół parafialny
Kościół parafialny pw. św. Dominika wybudowany w XIII wieku.

## Proboszczowie
- 1975–1985 – ks. Mieczysław Dobrzycki
- 1985–1988 – ks. Józef Kraszewski
- 1988–2019 – ks. Tadeusz Łebkowski
- od 2019 – o. Marcin Kowalewski CMF